# Silvertåget

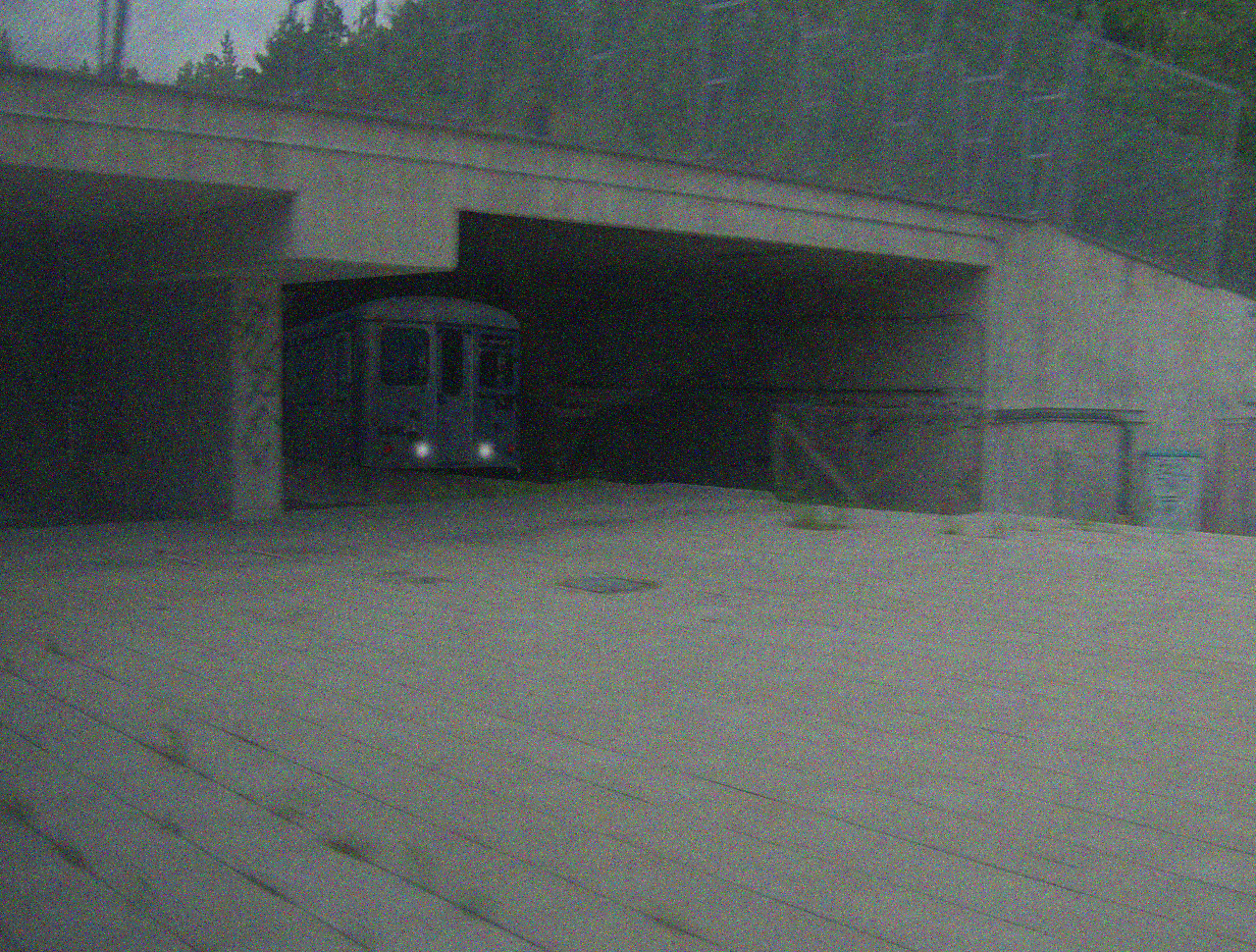
Silvertåget, även känt som Silverpilen, vid Kymlinge spökstation, tunnelbanestationen för de döda (artificiell bild).

Silvertåget, även känt som Silverpilen, är en vandringssägen om ett silverfärgat spöktåg som trafikerar Stockholms tunnelbana. Sägnen är en av flera kring Stockholms tunnelbana som involverar spökfenomen. Det moderna bannätet, som invigdes 1950, har under åren lett till flera mytomspunna vandringssägner, särskilt av skräcktema, där silvertåget är det kändaste.
Enligt folklivsforskaren Bengt af Klintberg finns en sägen där tåget skall haft någon form av förbannelse för de levande då den som klev på inte kom av igen. Denna förbannelse återberättas i diverse vandringssägner och spökhistorier om Silverpilen och har till och med filmatiserats 2000 i TV-serien Spökafton (Se Silvertåget i TV-serien Spökafton) och blivit barnbok 2016 under namnet "Spöktåget Silverpilen" i bokserien Mystiska Myter, skriven av författaren Anna Hansson.

## Sägnen
Silvertåget sägs vara ett silverfärgat tunnelbanetåg av äldre modell som trafikerar sent på natten när konventionella tunnelbanetåg slutat gå, det vill säga runt klockan 3, det som brukar kallas spöktimmen eller dödens timme. Enligt sägnerna ska tåget vara ett tåg för de döda och visar sig bara för vissa. Den som vågar gå på tåget sägs hamna i de dödas domän. När dörrarna stängs, blir resenären strandsatt och färdas till de dödas rike. En annan variant är att tåget aldrig stannar och fortsätter i all evighet. Utöver färgen kännetecknas tåget även av att dess passagerare (de bortgångna) har uttryckslösa, döda blickar. Enligt vissa varianter betyder ett tåg fyllt med bortgångna passagerare att den utsatta kommer överleva och bli frisläppt. Om tåget är tomt, då betyder det att tåget är där för att hämta den utsatte, varvid personens ansikte blir uttryckslöst och personen upphör att svara anhöriga.

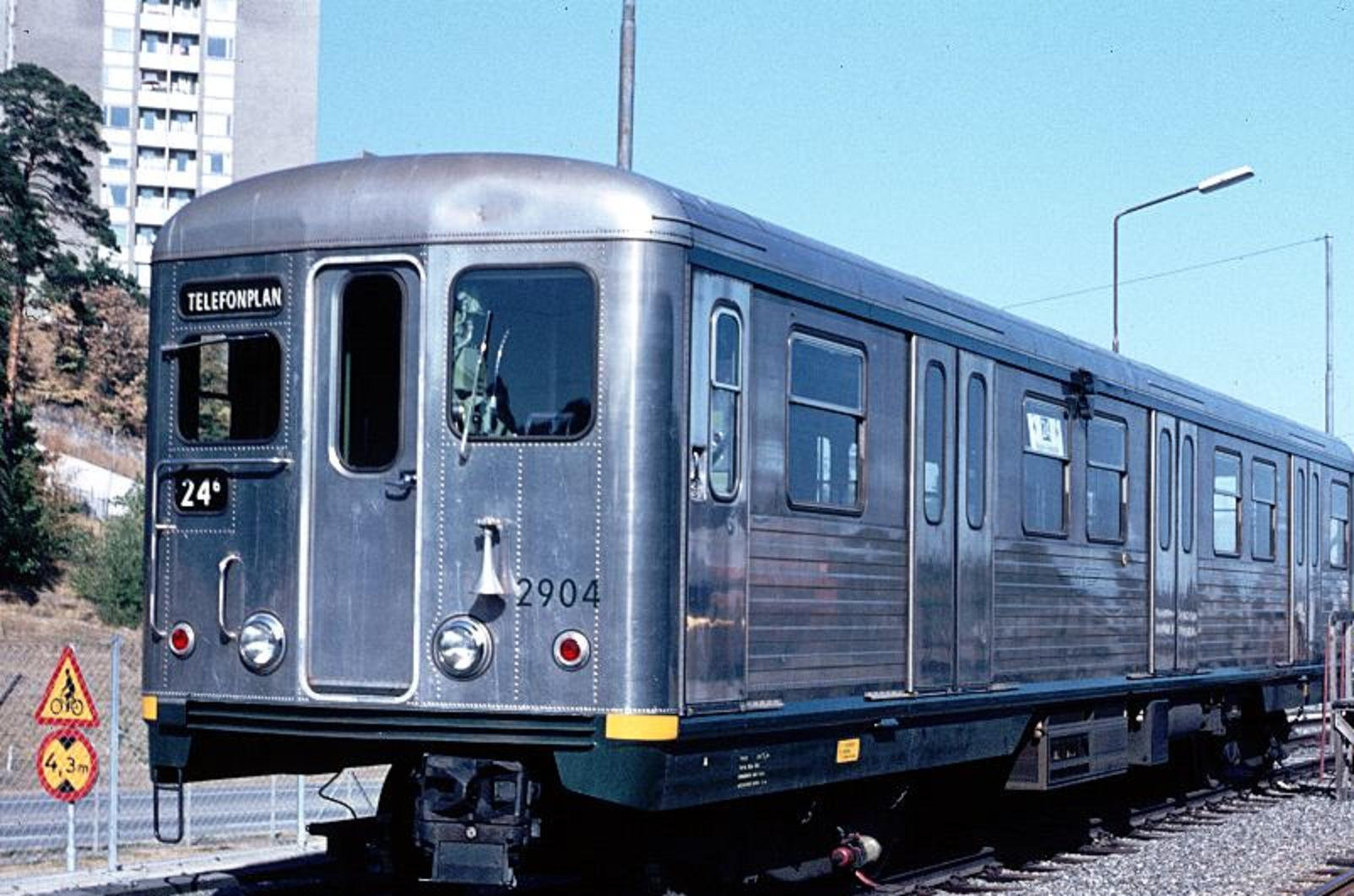
C5 Silverpilen vid Telefonplan.

Silvertåget sägs vara baserat på tunnelbanetåget C5, ett prototyptåg i aluminium från 1960-talet som bara producerades i ett exemplar (åtta vagnar) och aldrig målades, och därmed hade silverfärg. Dessa sägner har troligen uppstått då C5-vagnarna ansågs ha ett spökliknande ljud i tunnlarna och var sällsynta i trafik och främst trafikerade under nattetid. I anknytning till spöktåget har även C5 erhållit smeknamnet "Silverpilen" i populärkultur.

## Kymlinge spökstation, de dödas station

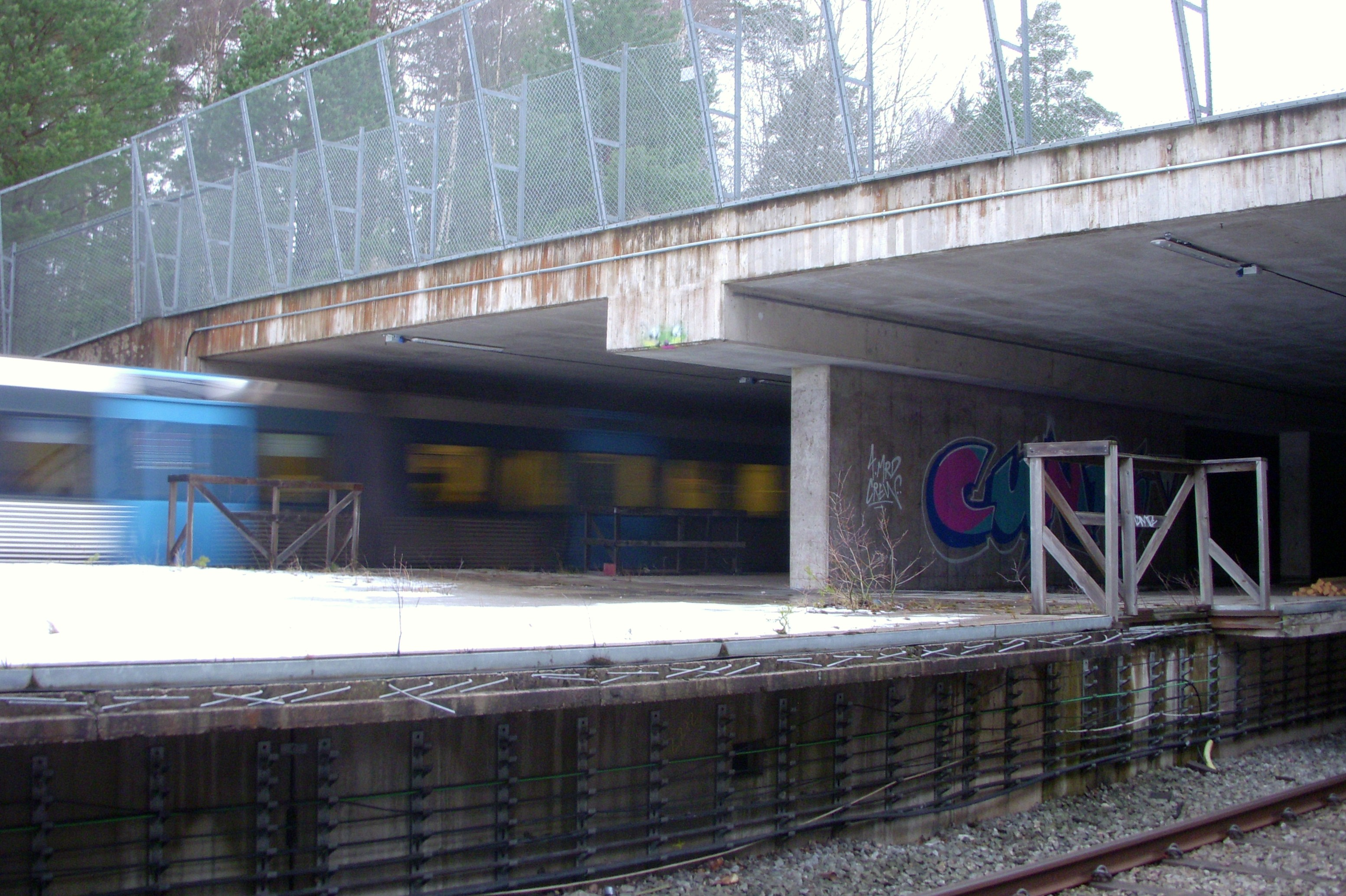
Kymlinge tunnelbanestation.

I samband med sägner om silvertåget berättas ofta sägnen om Kymlinge tunnelbanestation, en tunnelbanestation som aldrig togs i trafik, en så kallad spökstation, som består helt av naken betong. Stationen sägs vara hemsökt och har populärt kallats “tunnelbanestationen för de döda” eller “spökstationen där bara de döda kliver av”, i folkmun enkelt de dödas station. Intressant nog kommer namnet Kymlinge från ordet “kummel” som är ett slags stenröse, särskilt ett gravröse, och spöke från ett gravkummel kallas för kummelgast. Enligt före detta direktör på SL, Björn Dalborg, ska stockholmare ha berättat skrämmande skrönor om "Kymlinge spökstation" i årtionden.
I en variant av sägnen skall silvertåget ha trafikerat blå linjen och haft Kymlinge som slutstation där alla de döda släpps av. C5-vagnarna, vilka sägs vara grunden för myten om silvertåget, ska dock sällan ha trafikerat den blå linjen.[källa behövs]

### Sägnen om flickan
En populärt återberättad vandringssägen eller spökhistoria om silvertåget och Kymlinge handlar om en flicka som hade varit på disco eller dylikt inne i stan och skulle ta tunnelbanan hem. Hon klev på ett tåg, men tyckte att passagerarna såg lite märkliga ut. Flickan skulle kliva av vid T-Centralen, men tåget stannade inte trots att hon drog i nödbromsen – hon hade stigit ombord på "Silverpilen". När tåget slutligen stannar och hon kliver av, då ser hon en skylt framför sig – Kymlinge. Hon går med sina medpassagerare uppför trappan där hon möts av en låst dörr, vilket inte hindrar hennes medpassagerare som fortsätter rakt igenom dörren. Sägnen om flickan har två olika slut: det ena säger att flickan en vecka senare hittades död i Ursviks skogar i Kymlingestationens närhet, det andra att hon hittades vid liv på samma plats en vecka senare, men vettskrämd.

## Silvertåget i TV-serien Spökafton
Spökafton var en svensk TV-serie från 2000 som sändes i SVT på lördagar vintern 2001. Serien bestod av 5 fristående avsnitt där barn råkade ut för spöken eller andra övernaturliga händelser. Avsnitten kommenterades efteråt av folklivsforskaren Ebbe Schön.
Episod 2 av serien hette Silvertåget och var direkt inspirerat av sägnerna om C5. I programmet missar en ung flicka sista tåget hem mitt i natten. Medan flickan funderar på vad hon skall göra, kommer ett silverfärgat tunnelbanetåg in på perrongen. Tågets lampor flimrar och det saknar passagerare, men flickan går ombord på tåget. Nästa dag är polisen i flickans skola och rapporterar att flickan inte kom hem dagen innan. Programmet slutar med att flickan efter någon dag kommer till rätta, men hon är inte längre sig själv.